# Liste der Nummer-eins-Hits in der Slowakei (2009)
Dies ist eine Liste der Nummer-eins-Hits in der Slowakei im Jahr 2009. Sie basiert auf den Auswertungen von IFPI ČR, der nationalen Vertretung der tschechischen Musikindustrie. Grundlage sind die Rádio Top 100 für Singles.

| ← 2008 ← | Liste der Nummer-eins-Hits in der Slowakei (Rádio Top 100) | Liste der Nummer-eins-Hits in der Slowakei (Rádio Top 100) | Liste der Nummer-eins-Hits in der Slowakei (Rádio Top 100)                                       | 2010 →                                            |
| \| Zeitraum \| Wo. ges. \| Interpret \| Titel Autor(en) \| Zusätzliche Informationen \| \| (Zeitraum, Wochen auf Platz eins, Interpret, Titel, Autor[en], zusätzliche Informationen) \| \| \| \| \| \| ----------------------------------------------------------------------------------------- \| -------- \| -------------------------------- \| ------------------------------------------------------------------------------------------------ \| ------------------------------------------------- \| \| 53. Woche 2009 – 1. Woche 2010 2 Wochen (insgesamt 2) \| 2 \| Leona Lewis \| Forgive Me Akon \| – \| \| 2. Woche 1 Woche (insgesamt 2) \| 2 \| Beyoncé \| If I Were a Boy Toby Gad, Beyoncé Knowles \| – \| \| 3.–12. Woche 10 Wochen \| 10 \| Jana Kirschner \| Pokoj V Duši \| – \| \| 13.–18. Woche 6 Wochen (insgesamt 7) \| 7 \| Lady Gaga \| Poker Face Lady Gaga, RedOne \| erste Nummer-eins-Single von Lady Gaga \| \| 19.–21. Woche 3 Wochen \| 3 \| Mando Diao \| Dance with Somebody Mando Diao, The Salazar Brothers \| – \| \| 22. Woche 1 Woche (insgesamt 7) \| 7 \| Lady Gaga \| Poker Face Lady Gaga, RedOne \| – \| \| 23. Woche 1 Woche (insgesamt 5) \| 5 \| Lily Allen \| Not Fair Greg Kurstin \| – \| \| 24. Woche 1 Woche \| 1 \| Beyoncé \| Halo Beyoncé Knowles, Ryan Tedder \| zweite Nummer-eins-Single in Folge für Beyoncé \| \| 25.–27. Woche 3 Wochen (insgesamt 5) \| 5 \| Lily Allen \| Not Fair Greg Kurstin \| – \| \| 27. Woche 1 Woche \| 1 \| Zuzana Smatanová \| Daj Ruku Do Mojej Ruky \| – \| \| 28. Woche 1 Woche (insgesamt 5) \| 5 \| Lily Allen \| Not Fair Greg Kurstin \| – \| \| 29.–32. Woche 4 Wochen (insgesamt 7) \| 7 \| David Guetta feat. Kelly Rowland \| When Love Takes Over Miriam Nervo, Olivia Nervo, Kelly Rowland, David Guetta, Frédéric Riesterer \| – \| \| 33. Woche 1 Woche \| 1 \| The Black Eyed Peas \| I Gotta Feeling David Guetta \| – \| \| 34.–36. Woche 3 Wochen (insgesamt 7) \| 7 \| David Guetta feat. Kelly Rowland \| When Love Takes Over Miriam Nervo, Olivia Nervo, Kelly Rowland, David Guetta, Frédéric Riesterer \| – \| \| 37.–39. Woche 3 Wochen \| 3 \| Madonna \| Celebration Madonna, Paul Oakenfold \| – \| \| 40.–42. Woche 3 Wochen \| 3 \| Morandi \| Colors \| – \| \| 43. Woche 1 Woche (insgesamt 6) \| 6 \| Jay Sean feat. Lil Wayne \| Down J-Remy & Bobby Bass \| – \| \| 44. Woche 1 Woche \| 1 \| Robbie Williams \| Bodies Trevor Horn \| – \| \| 45.–49. Woche 5 Wochen (insgesamt 6) \| 6 \| Jay Sean feat. Lil Wayne \| Down J-Remy & Bobby Bass \| – \| \| 50. Woche 1 Woche \| 1 \| Rihanna \| Russian Roulette Shaffer Smith, Charles T. Harmon \| zweiter Nummer-eins-Hit der barbadischen Sängerin \| \| 51. Woche 2009 – 6. Woche 2010 9 Wochen \| 9 \| Lady Gaga \| Bad Romance RedOne, Lady Gaga \| zweite Nummer-eins-Single von Lady Gaga \| |                                                            |                                                            |                                                                                                  |                                                   |
| ← 2008 |                                                            |                                                            |                                                                                                  | → 2010 →                                          |
| Zeitraum | Wo. ges.                                                   | Interpret                                                  | Titel Autor(en)                                                                                  | Zusätzliche Informationen                         |
| (Zeitraum, Wochen auf Platz eins, Interpret, Titel, Autor[en], zusätzliche Informationen) |                                                            |                                                            |                                                                                                  |                                                   |
| 53. Woche 2009 – 1. Woche 2010 2 Wochen (insgesamt 2) | 2                                                          | Leona Lewis                                                | Forgive Me Akon                                                                                  | –                                                 |
| 2. Woche 1 Woche (insgesamt 2) | 2                                                          | Beyoncé                                                    | If I Were a Boy Toby Gad, Beyoncé Knowles                                                        | –                                                 |
| 3.–12. Woche 10 Wochen | 10                                                         | Jana Kirschner                                             | Pokoj V Duši                                                                                     | –                                                 |
| 13.–18. Woche 6 Wochen (insgesamt 7) | 7                                                          | Lady Gaga                                                  | Poker Face Lady Gaga, RedOne                                                                     | erste Nummer-eins-Single von Lady Gaga            |
| 19.–21. Woche 3 Wochen | 3                                                          | Mando Diao                                                 | Dance with Somebody Mando Diao, The Salazar Brothers                                             | –                                                 |
| 22. Woche 1 Woche (insgesamt 7) | 7                                                          | Lady Gaga                                                  | Poker Face Lady Gaga, RedOne                                                                     | –                                                 |
| 23. Woche 1 Woche (insgesamt 5) | 5                                                          | Lily Allen                                                 | Not Fair Greg Kurstin                                                                            | –                                                 |
| 24. Woche 1 Woche | 1                                                          | Beyoncé                                                    | Halo Beyoncé Knowles, Ryan Tedder                                                                | zweite Nummer-eins-Single in Folge für Beyoncé    |
| 25.–27. Woche 3 Wochen (insgesamt 5) | 5                                                          | Lily Allen                                                 | Not Fair Greg Kurstin                                                                            | –                                                 |
| 27. Woche 1 Woche | 1                                                          | Zuzana Smatanová                                           | Daj Ruku Do Mojej Ruky                                                                           | –                                                 |
| 28. Woche 1 Woche (insgesamt 5) | 5                                                          | Lily Allen                                                 | Not Fair Greg Kurstin                                                                            | –                                                 |
| 29.–32. Woche 4 Wochen (insgesamt 7) | 7                                                          | David Guetta feat. Kelly Rowland                           | When Love Takes Over Miriam Nervo, Olivia Nervo, Kelly Rowland, David Guetta, Frédéric Riesterer | –                                                 |
| 33. Woche 1 Woche | 1                                                          | The Black Eyed Peas                                        | I Gotta Feeling David Guetta                                                                     | –                                                 |
| 34.–36. Woche 3 Wochen (insgesamt 7) | 7                                                          | David Guetta feat. Kelly Rowland                           | When Love Takes Over Miriam Nervo, Olivia Nervo, Kelly Rowland, David Guetta, Frédéric Riesterer | –                                                 |
| 37.–39. Woche 3 Wochen | 3                                                          | Madonna                                                    | Celebration Madonna, Paul Oakenfold                                                              | –                                                 |
| 40.–42. Woche 3 Wochen | 3                                                          | Morandi                                                    | Colors                                                                                           | –                                                 |
| 43. Woche 1 Woche (insgesamt 6) | 6                                                          | Jay Sean feat. Lil Wayne                                   | Down J-Remy & Bobby Bass                                                                         | –                                                 |
| 44. Woche 1 Woche | 1                                                          | Robbie Williams                                            | Bodies Trevor Horn                                                                               | –                                                 |
| 45.–49. Woche 5 Wochen (insgesamt 6) | 6                                                          | Jay Sean feat. Lil Wayne                                   | Down J-Remy & Bobby Bass                                                                         | –                                                 |
| 50. Woche 1 Woche | 1                                                          | Rihanna                                                    | Russian Roulette Shaffer Smith, Charles T. Harmon                                                | zweiter Nummer-eins-Hit der barbadischen Sängerin |
| 51. Woche 2009 – 6. Woche 2010 9 Wochen | 9                                                          | Lady Gaga                                                  | Bad Romance RedOne, Lady Gaga                                                                    | zweite Nummer-eins-Single von Lady Gaga           |